# Черёмушки (район Одессы)
Черёмушки — жилой массив (микрорайон) в Одессе, по численности населения (около 120 тысяч жителей) уступающий лишь посёлкам Котовского и Таирова. Территориально входит в состав Хаджибейского района и Киевского района Одессы. Границы «Черёмушек» (включая Юго-Западный массив) проходят по улицам Ицхака Рабина, Инглези, Комарова, Филатова, Космонавтов, Малиновского и Радостной. 85 % жилого фонда «Черёмушек» приходится на «хрущёвки». Район сформировался в 1960-70-е годы, после чего здесь строятся лишь единичные объекты.

## История
Своим расположением и планировкой одесские Черёмушки обязаны существованию стрельбищного поля — огромного военного полигона, устроенного в конце XIX века на месте пастбища. Это позволило сохранить место нетронутым, в то время как вокруг да около разрастались посёлки Чубаевка, Дмитриевка, Курсаки и Ближние Мельницы.Район отличался выгодным расположением, соединяя собой город и Фонтаны, и будучи равноудалён от пляжей Аркадии и промзоны Застав.
В отличие от других жилых массивов Одессы, Черёмушки строились по утверждённому плану. Территория осваивалась планомерно по диагонали, идущей от 1-й станции Люстдорфской дороги, где весной 1961 года стали рыть первые котлованы, до нынешней улицы Инглези, куда «хрущёвки» дошли 7-8 лет спустя. В столь короткие сроки город застроил площадь 514 гектаров и выделил жильё для 35 тысяч семей.
«Зачином» для нового района, увязавшим его с городской средой, были посёлок судостроителей, построенный в несколько этапов с 1946 по 1958 годы вдоль Адмиральского проспекта, а также образованный в середине 1950-х годов в районе улиц Сибирской и Маршрутной коттеджный городок для военных.
До Юго-Западного массива Черёмушки в Одессе уже были — в своё время так называли район 5-этажных домов по улице Сегедской, формирование которого окончилось к 1962 году.
Первые 5-этажки строились, как и «сталинки», из крупных блоков ракушечника (из катакомб). В начале 1960-х годов стали применять в качестве стенового материала бетонные блоки и кирпич. Панельное домостроение в чистом виде стало преобладающим после 1965 года.
В 1969 году начальник областного управления «Госархстройконтроля» опубликовал доклад руководству ДСК № 1. Оказалось, что из 150 домов, построенных домостроительным комбинатом с 1960 года, 70 уже к тому времени нуждались в серьёзном ремонте. В низком качестве жилья были виноваты не только строители и производители. Стройка шла быстрыми темпами, планы различных ведомств были несогласованны. Ещё одной теневой стороной высоких обязательств по жилью было отставание в создании объектов социальной инфраструктуры и проведении работ по благоустройству.
Школы в новом районе открывались с запозданием, поэтому детям по несколько лет приходилось учиться в 2 смены. Крупный больничный комплекс — ГКБ № 10 на улице Малиновского, — был сдан только в 1977 году. До 1967 года, когда открылся Ивановский путепровод, жители Черёмушек были лишены прямого сообщения с промзоной и центром, где продолжало работать большинство новосёлов.
Среди предприятий социального обслуживания в первую очередь появлялись сверхкрупные. Так, в 1964 году на улице Космонавтов открылся самый большой в Одессе плодоовощной магазин. А накануне 52-й годовщины Октября на улице Генерала Петрова заработал 3-этажный торговый комплекс, организованный по принципу самообслуживания. Первый этаж занимал отдел «Дары полей», где можно было купить овощи и фрукты. На втором этаже была столовая на 200 мест, а на третьем — филиал универмага «Детский мир».
В 1962-64 годах был разбит парк им. Горького с кинотеатром «Москва» (сейчас - Cinema Park), — впоследствии ни посёлок Котовского, ни посёлок Таирова настоящего парка не получат. Озеленение селитебной зоны района продвигалось не столь быстро, — только в 1967-68 годах начали высаживать платаны на улице Новосёлов (ныне Филатова), однако половина из них не прижилась.
На Черёмушках появление высоток было продиктовано не только открывшимися возможностями. Новый район был абсолютно «плоским», поэтому требовалось привнести в него ритм и рельефность, увенчав углы главных улиц «эффектными доминантами». Первым таким «украшением» стал ансамбль 9-этажек на пересечении улиц Ак. Филатова и Космонавтов. В 1970-е годы на Юго-Западный массив переезжают различные институты и ведомства, которым не хватало места в городе.

## Транспорт
Маршрутное такси:
- № 4, 7, 11, 18 (Промрынок «7 км», ж/м Таирова)
- № 121, 232а (ж/м Таирова, Поселок Котовского)
- № 197, 208, 214 (ж/м Таирова, Слободка)
- № 175 (ул. Дерибасовская)
- № 191 (Пересыпский мост)
- № 168 (Аркадия, Фонтан, Поселок Котовского)
- № 280 (ж/м Таирова, Клеверный мост)

Троллейбус:
- № 9 (проспект Шевченко, Центр)
- № 10 (Фонтан, ж/д вокзал, центр, Пересыпский мост)
- № 12 (ж/м Таирова, Застава)
- № 13 (Аркадия (летний))

Трамваи:
- № 10 (Тираспольская площадь)